# Mas Corcó (Manlleu)
Mas Corcó és una masia de Manlleu (Osona) inclosa a l'Inventari del Patrimoni Arquitectònic de Catalunya.

## Descripció
És una masia de planta rectangular coberta a dues vessants i amb el carener perpendicular a la façana, orientada a migdia. Els murs són de còdols de riu amb alguns sectors de tàpia, i els cantoners de pedra vista.
Afegit a la part dreta de la casa hi ha un cos amb galeries al nivell del primer pis, amb badius, i una terrassa al damunt. Els portals que comuniquen la casa amb aquest cos tenen decoracions conopials. Al davant de la casa s'hi forma una lliça, que està revestida amb ciment.

## Història
Es troba dins la demarcació de l'antiga església romànica de Vila-Setrú, que es troba documentada des de l'any 906 i considerada parròquia independent des de 1060.
El mas Corcó apareix esmentat en el llibre de fogatges de la parròquia i terme de Manlleu i de Vila-setrú des de 1553. Trobem llavors registrat a Jaume Corcó.
El mas fou ampliat i reformat als segles XVI / XVII i XVIII. Apareixen diverses dates esculpides: 1593 al portal; 1634, en la finestra sobre el portal; i 1773/1777 a les finestres de tramuntana.
L'any 1862, segons el cadastre, Corcó comptava amb 65 quarteres de cultiu, 7 de bosc i 3 de pollancreda.